# Shin Megami Tensei: Digital Devil Saga
 (mars 2017).
Si vous disposez d'ouvrages ou d'articles de référence ou si vous connaissez des sites web de qualité traitant du thème abordé ici, merci de compléter l'article en donnant les références utiles à sa vérifiabilité et en les liant à la section « Notes et références ».
Shin Megami Tensei: Digital Devil Saga (au Japon, Digital Devil Saga: Avatar Tuner) est le premier jeu d'une dilogie, le deuxième opus s'appelant Shin Megami Tensei: Digital Devil Saga 2. Sorti sur PS2 au Japon et aux États-Unis en 2004, ce jeu a été édité en Europe en 2006, mais n'a pas été traduit. Les textes et les voix du jeu restent en anglais, bien que les manuels soient traduits dans la langue du pays (français en France, allemand en Allemagne...).
Ce titre a été conçu par Atlus et édité en Europe par Ghostlight. Son tirage européen a été très limité : à peine un demi-millier d'exemplaires circule dans chaque pays.
Malgré son nom, ce jeu n'est aucunement basé sur les livres japonais d'horreur Digital Devil Story. Ces œuvres ont été adaptés en jeu vidéo en 1985, sur NES, par la série Megami Tensei qui a plus tard donné naissance aux Shin Megami Tensei.

## Histoire
Dans un monde apocalyptique appelé la Décharge (Junkyard) où règne une pluie perpétuelle, six Tribus luttent pour la domination afin d'accéder au paradis, le Nirvana. Or, la victoire ne peut être remportée : chaque mort devient pluie avant de réapparaître prêt au combat. À force de vivre dans ce conflit, les habitants se sont fermés aux sentiments humains jusqu'à n'être que des chiens de guerre.
Cette lutte qui dure depuis des temps immémoriaux prendra une tout autre teneur quand une jeune femme aux cheveux noirs tombera du ciel, au même moment où les humains reçoivent un tatouage mystérieux et sont changés en démons...
Dorénavant, l'expression "manger ou être mangé" ne sera plus une figure de style : sous l'influence de leur double surnaturel, les humains se mettent à dévorer leurs semblables pour gagner en pouvoir.
Le joueur incarne Serph, le leader d'une des plus petites Tribus nommée Embryon. Le but du jeu est de vaincre les cinq autres Tribus pour gagner le droit d'accès au Nirvana.

## Personnages

### Protagonistes
SerphJeune leader de l'Embryon, il a été nommé pour ses qualités d'empathie et de dirigeant plus que pour sa force ou son expérience. Un héros muet, avatar du joueur. Son démon Varna est affilié à l'Eau et à la Glace.
HeatLe rival de Serph, qu'il ne reconnaît pas comme digne d'être son leader. C'est une tête brûlée toujours partant pour un combat. Il sera vite séduit par la puissance et l'appétit de son démon de Feu, Agni.
ArgillaUne tireuse d'élite. Son démon, affilié à la Terre, donne avant tout des sorts de soin et de soutien. Elle supporte mal l'idée de devoir dévorer des démons pour survivre et préfère se battre dans l'honneur.
GaleUn stratège qui place les résultats au-delà de la morale, très réfractaire à ses propres sentiments. Il peut se changer en démon de Force, qui est l'élément Vent. Ce personnage est la tête pensante de l'équipe.
CieloLe plus jeune combattant de l'équipe, qui manie des sorts de Foudre sous sa forme démoniaque Dyaus. Son accent jamaïcain et sa tendance à mettre les pieds dans le plat en font l'élément comique du groupe.
SeraUne mystérieuse amnésique aux cheveux noirs qui a été recueillie par l'Embryon. Elle prétend devoir "sauver tout le monde". Elle possède certains pouvoirs, comme calmer les accès de rage des démons à l'aide d'une chanson appelée "Prayer" ou "Song of Grace".
Le chatUn chat noir qui apparaît à plusieurs occasions. Ses actions ne sont manifestement pas fortuites.

### Antagonistes
HarveyLe leader des Vanguards, la faction rivale de l'Embryon au début du jeu. Le chaos qui suivra l'apparition des démons et son manque de sang-froid lui vaudront d'être vaincu et dévoré par Serph, Heat et Argilla. Sa couleur est le vert.
JinanaUne jeune femme qui prend l'honneur très au sérieux. Elle alliera sa faction, les Maribels, à l'Embryon afin de tenter un assaut contre les Solids. Sa couleur est le marron.
BatLe commandant en second de Jinana qui doit son nom à sa forme démoniaque de chauve-souris géante. Fourbe et calculateur, il trahira plusieurs engagements pour toujours être du côté des plus forts.
MickUn gros balourd lâche et cruel, leader des Solids. Il n'hésite pas à prendre des otages et à dévorer ses propres hommes pour atteindre son but. Sa couleur est le jaune.
LupaCombattant aguerri mais d'apparence assez rustre, Lupa est un homme calme et réfléchi. Il refuse le combat pour le combat et cherche toujours un objectif à ses actions. Sa couleur est le rouge.
Varin OmegaMilitaire très dur et autoritaire, il se considère comme le Colonel Beck. Il dirige le groupe le plus puissant de la Décharge, les Brutes. Sa couleur est le bleu.

## Système de jeu
Digital Devil Saga est un RPG au tour par tour. Le gameplay est basé sur celui de Shin Megami Tensei : Lucifer's Call. Les personnages ont un certain nombre de tours d'action qui augmente quand ils exploitent une Faiblesse ou un coup critique et diminue quand les attaques manquent leur cible ou que celle-ci y est immunisée.
Les personnages ont deux formes : une humaine, qui manie des armes à feu, et une démoniaque, plus forte et résistante, qui offrent des techniques magiques. Leurs pouvoirs sont déterminés par les Mantras qu'ils ont débloqués et les pouvoirs qu'ils ont assigné. Certaines peuvent se combiner en attaques Combo. Achever un ennemi avec une technique de Chasse permet de le dévorer, ce qui accélère l'acquisition des techniques.
La difficulté est digne d'un Shin Megami Tensei, plus éprouvante par le nombre très élevé de combats aléatoires que par leur difficulté. Le jeu propose toutefois quelques fonctions (comme la possibilité de revenir au début d'une zone pour s'offrir des soins ou sauvegarder juste avant un boss) qui amoindrissent le challenge, mais l'expérience reste plus dure que la moyenne. Certains boss peuvent également se montrer très redoutables.

## Inspiration
La série des Shin Megami Tensei a toujours fait référence à des religions ou des philosophies dans ses titres. Shin Megami Tensei s'appuyait sur le catholicisme, Shin Megami Tensei II sur le judaïsme, Shin Megami Tensei: Lucifer's Call sur l'Apocalypse et le nihilisme. Digital Devil Saga se base quant à lui sur l'hindouisme et le bouddhisme.
Dans l'ambiance et le déroulement de l'histoire, ce titre relève plutôt de la science-fiction pure (prédominance des hexagones, forme de base du système digital ; armes à feu et non armes blanches ; attitudes informatiques des guides spirituels ; navire de guerre à visiter...), contrairement aux autres SMT qui tirent plutôt vers le fantastique, l'onirique et l'anticipation.

## Noms
Les doubles démoniaques des héros sont nommés des Atmas, et portent des noms de divinités hindoues : Varuna, Agni, Vayu, Prithivi, Dyaus.
Les chefs de Tribus adverses, eux, portent des noms de démons majeurs comme Camazotz ou Kerberos ; leur catégorie se nomme Asura.

## Lieux
Les lieux visités s'appellent Muladhara, Svadhisthana, Ajna, Sahasrara, etc. en référence aux sept chakras.
D'autres lieux comme Samsara ou Nirvana évoquent les états de béatitude qui représentent la quête spirituelle du bouddhisme.

## Valeurs
Le jeu aborde largement les thèmes de l'humanité, des sentiments, de la réincarnation et du poids des fautes (karma). La scène d'ouverture affiche le mantra fondamental des bouddhistes, Om Mani Padme Hum ou Mantra de la Grande Compassion.

## Accueil
Shin Megami Tensei : Digital Devil Saga a été bien accueilli par la critique à sa sortie :
- GameSpot : 8,2/10[1]
- Jeuxvideo.com : 16/20[2]